# Liste de peintures d'Henri Mauperché
Cette page dresse la liste des peintures d'Henri Mauperché, peintre français du XVIIe siècle.

## Liste
| Image | Titre                                                      | Technique                       | Date      | Commentaire | Lieu de conservation                          | Référence |
| ----- | ---------------------------------------------------------- | ------------------------------- | --------- | --- | --------------------------------------------- | --------- |
|       |                                                            |                                 |           | |                                               |           |
|       | Paysage au torrent                                         | Huile sur toile 96 x 134 cm     | 1635      | Tableau signé et daté | Collection particulière                       |           |
|       | Paysage avec l'ânesse de Balaam                            | Huile sur toile 113,5 x 84 cm   | vers 1640 | Le dessin préparatoire du tableau est conservé au musée des Beaux-Arts de Rouen.                                                       | Bourges, musée du Berry                       |           |
|       | Paysage avec figures sur les marches d'un palais en ruines | Huile sur toile 128,5 x 113 cm  | vers 1645 | | Rennes, musée des Beaux-Arts                  |           |
|       | Paysage au pont                                            | Huile sur toile 74 x 46 cm      | 1646      | Peint pour le Cabinet de l'Amour à l'hôtel Lambert, à Paris. A récemment été réattribué par le musée du Louvre à Herman van Swanevelt. | Paris, musée du Louvre                        |           |
|       | Paysage aux ruines antiques                                | Huile sur toile 71,8 x 116,2 cm | 1646      | Peint pour le Cabinet de l'Amour à l'hôtel Lambert, à Paris.                                                                           | Collection particulière                       |           |
|       | Paysage                                                    | Huile sur toile 140 x 113,5 cm  | vers 1650 | | Paris, musée du Petit Palais                  |           |
|       | Paysage avec Tobie et l'Ange                               | Huile sur toile                 | vers 1650 | Peint pour l'évêché de Lisieux | Lisieux, Palais de Justice                    |           |
|       | Paysage avec l'ânesse de Balaam                            | Huile sur toile                 | vers 1650 | Peint pour l'évêché de Lisieux | Lisieux, Palais de Justice                    |           |
|       | Paysage avec le Christ guérissant les aveugles de Jéricho  | Huile sur toile 63,7 x 48,7 cm  | vers 1650 | | Saint-Cloud, musée du Grand Siècle            |           |
|       | Paysage avec le Christ et la Samaritaine                   | Huile sur toile                 | 1663      | Peint pour le grand cabinet d'Anne d'Autriche au château de Fontainebleau. Tableau signé et daté.                                      | Sofia, Galerie nationale des Beaux-Arts       |           |
|       | Paysage avec le Christ et les Pèlerins d'Emmaüs            | Huile sur toile                 | vers 1663 | Peint pour le grand cabinet d'Anne d'Autriche au château de Fontainebleau. Tableau signé.                                              | Sofia, Galerie nationale des Beaux-Arts       |           |
|       | Paysage avec la fuite en Égypte                            | Huile sur toile 71 x 99 cm      | 1665      | Tableau signé et daté. | Collection particulière                       |           |
|       | Paysage avec le repos pendant la fuite en Égypte           | Huile sur toile 114 x 147 cm    | 1671      | Tableau signé et daté. | Paris, musée du Louvre                        |           |
|       | Paysage avec le temple de la Sibylle de Tivoli             | Huile sur toile 95 x 116 cm     |           | | Meaux, musée Bossuet                          |           |
|       | Paysage aux baigneuses                                     | Huile sur toile                 |           | | Grasse, musée d'Art et d'Histoire de Provence |           |
|       | Paysage avec Jephté et ses filles                          | Huile sur toile 122 x 111 cm    |           | | Birmingham, Museums and Art Gallery           |           |
|       | Paysage avec figures                                       | Huile sur toile 70,8 x 112,4 cm |           | | New York, The Metropolitan Museum of Art      |           |
|       | Paysage                                                    | Huile sur bois 21,5 x 30,1 cm   |           | Tableau signé | Munich, Alte Pinakothek                       |           |
|       | Paysage avec Rebecca au puits                              | Huile sur toile 140 x 127 cm    |           | | Dublin, National Gallery of Ireland           |           |
|       | Paysage de bord de mer                                     | Huile sur toile 66 x 107 cm     |           | Tableau signé. | Localisation actuelle inconnue                |           |
|       | Paysage avec Tobie et l'ange                               | Huile sur toile                 |           | Tableau signé. | Localisation actuelle inconnue                |           |